# ミュティレネの反乱
ミュティレネの反乱は紀元前428年にレスボス島の中心都市ミュティレネによって起こされたアテナイに対する反乱である。ミュティレネはレスボス島を統一しようとしてスパルタやボイオティアなどと手を結んでアテナイへの反乱を起こしたが、翌年アテナイによって鎮圧された。

## 蜂起
紀元前428年、レスボス島の有力な都市国家ミュティレネは、ライバルのメテュムナを除くレスボス島の全市を糾合しデロス同盟の盟主アテナイに対して反旗を翻した。さらにミュティレネはアテナイと交戦状態にあったスパルタやボイオティアにも支援を求めた。この動きに対し、アテナイはスパルタとの戦争や疫病のためにこれ以上の軍事行動を避けようとして、当初は外交交渉によって事を解決しようとし、ミュティレネ人に島内における支配体制の構築や軍備増強の中止を勧告したものの受け入れられなかった。そこでアテナイはミュティレネがアポロンの祭典に入る時期を見計らい、これを奇襲すべくクレイッピデス（ディオドロスによればクレイニッピデス）率いる40隻の艦隊を派遣した。同時にアテナイはピレウスに停泊中のミュティレネ船10隻を抑留したものの一部が脱走に成功、アテナイの計画を本国に教えてしまった。
ミュティレネ近海に到着したクレイッピデスは艦隊の引渡しと城壁の撤去を勧告したものの、拒否されたため攻撃を開始した。これにミュティレネ側も艦隊を迎撃に差し向けるも逆に港まで追い詰められたため、それに驚いたミュティレネ人はたちまち休戦交渉に応じた。しかしそれは時間稼ぎで、その一方でミュティレネ人はスパルタにも救援を求める使者を送っていた。

## 戦闘の再開
ミュティレネが艦隊の引渡しを拒んで交渉は結局決裂したため戦闘は再開された。ミュティレネの長年のライバルでありアテナイと同盟していたメテュムナを除き、レスボス島の諸都市は応援部隊を編制、ミュティレネ近くに野営していたアテナイ軍と戦った。結果は劣勢ではなかったにもかかわらずミュティレネ以外の軍は一旦撤退し、ペロポネソスからの援軍を待つ態勢に入った。それに対し、アテナイ軍は同盟軍を集めてミュティレネを海上封鎖した。
スパルタに送られていたミュティレネの使節はオリュンピア祭の後、同地で彼らへの救援とアテナイの疫病と資金不足による弱体化を訴える演説を行い、ペロポネソス同盟はミュティレネを含むレスボス人を同盟者とし、アテナイの目をレスボス島方面から逸らすためのアッティカ遠征の準備を始めた。この動きに対し、アテナイは新たに艦隊を編成してペロポネソス半島沿岸部を荒らしまわって両面作戦にも応じる強固な意志を示したが、スパルタ側は40隻の艦隊を用意し、アルキダスを指揮官としてその艦隊の派遣を決定した。
その間ミュティレネはアテナイからの離反を期待してメテュムナを攻めたが失敗し、帰路で同盟国のいくつかの城壁を強化して撤退した。その後メテュムナはミュティレネ側の都市アンフィッサを逆に攻めたが、これもまた失敗に終わった。これを知って陸上では旗色が悪いと見なしたアテナイ人はこの年の秋にパケス率いる重装歩兵1000人を増派し、到着するやこの軍は陸からミュティレネを包囲した。これによってミュティレネの封鎖は完璧になり、は陸海からの包囲を受けることになった。
その年の冬にスパルタは使者サライトスをミュティレネへと送り、彼はミュティレネへと到着して封鎖を突破して市内に入るとペロポネソス軍のアッティカ侵攻、援軍の到着を説いてミュティレネ人を元気付けた。

## 降伏と戦後処理
反乱勃発の翌年紀元前427年の夏、スパルタはアルキダス率いる40隻の艦隊をミュティレネへと送り、それと同時並行でアッティカ侵攻を行ってアッティカを荒らしまわった。しかしこの時すでにミュティレネ人は援軍の遅延、食糧不足のためにサライトスの反対虚しくアテナイの将軍パケスとの交渉の席に着いており、ついにアテナイ本国からの決定が下されるまで責任者などの処罰は行わないという条件で降伏した。アルキダスはミュコノス島でミュティレネ陥落の事実を知り、真実を確かめるために艦隊をエンバトンまで進ませたものの、ミュティレネ襲撃やイオニアの諸都市の攻撃といった案を容れることなくそこで撤退を決めた。それを知ったパケスはアテナイ艦隊を出撃させたが、アルキダスは追撃を振り切ることに成功した。
パケスは帰路立ち寄ったノティオンでアルカディアの傭兵に支えられていた親ペルシア派政府を倒してその他のコロポン人に引き渡した後、ミュティレネに戻った。ここでさらにピュラとエレソスから服従の誓いを得、反乱の首謀者のミュティレネ人とサライトス、そして軍の大部分をアテナイに送った。
サライトスは即刻処刑されたが、その他の者の処遇は議論された。アテナイの民会は最初ミュティレネの男子全員を処刑し、女子供は奴隷に売ることを決議してパケスの許にその決議を知らせる三段櫂船を送った。しかし、その翌日、アテナイ人はこの決議の苛烈さを後悔して再び議論した。前日の決議を提案したクレオンの演説に対し、より寛大な処置――責任者のみの処刑――を主張するディオドトスが反論演説を行い、僅差ではあるがディオドトスの主張が受け入れられた。そこでアテナイ人は急いで前日の処置の取り消しを知らせる三段櫂船を急行させ、昼夜を問わず急いだその三段櫂船はすんでのところで間に合った。
そしてパケスが送った1000人強の首謀者はクレオンの決議に従って処刑され、ミュティレネの城壁は壊され、艦船とメテュムナ領を除くレスボスの土地、大陸の領地は没収され、アテナイの植民者に分配された。この反乱こそ失敗したものの、後にレスボス人は紀元前415年のアテナイのシケリア遠征での惨敗を受けてアテナイに再び反旗を翻することになる。

## 註
1. ↑  ディオドロス, XII. 55
2. ↑  トゥキュディデス, III. 2-3
3. ↑  トゥキュディデス, III. 4
4. ↑  トゥキュディデス, III. 5-6
5. ↑  トゥキュディデス, III. 8-16
6. ↑  トゥキュディデス, III. 18
7. ↑  トゥキュディデス, III. 26-33
8. ↑  トゥキュディデス, III. 35
9. ↑  トゥキュディデス, III. 36-49
10. ↑  トゥキュディデス, III. 50